# Echipa națională de fotbal a Arubei
Echipa națională de fotbal a Antiguei și Barbudei reprezintă Antigua și Barbuda în fotbalul internațional și este controlată de Arubaanse Voetbal Bond.

## Calificări

### Campionatul mondial
- 1930 până în 1986 - nu a participat, făcea parte din Antilele Olandeze
- 1990 până în 1994 - nu a participat
- 1998 până în 2010 - nu s-a calificat

### Cupa de Aur
- 1991 - nu a participat
- 1993 - s-a retras
- 1996 până în 2003 - nu s-a calificat
- 2005 - s-a retras
- 2007 - nu a participat
- 2009 - nu s-a calificat
- 2011 - nu a participat

## Antrenori
- Epi Albertus (2010-)
- Marcelo Munoz (2004), (2008-2010)
- Azing Griever (2004-2006)
- Marco Rasmijn (2000)